# رجینالد دنی
رجینالد دنی (انگلیسی: Reginald Denny؛ ‏ ۲۰ نوامبر ۱۸۹۱ – ۱۶ ژوئن ۱۹۶۷) بازیگر اهل بریتانیا بود.
از فیلم‌هایی که وی در آن نقش داشته است، می‌توان به دیشب را به‌خاطر داری؟، کالیفرنیا درست روبه‌رو، کت بالو، ربه‌کا، شبی در لیسبون، آنا کارنینا، دور دنیا در هشتاد روز، بتمن، رومئو و ژولیت، پیرامون اسارت بشری، زندگی پنهان والتر میتی، شرلوک هولمز و بانگ وحشت، شرلوک هولمز، چهار مرد و یک نیت خیر، نامه‌های عاشقانه، کنتاکی دربی، آقای بلندینگ خانه رؤیایی خود را می‌سازد و تجربه اشاره کرد.